# Katholische Schule St. Hildegard
Die 1971 gegründete Katholische Schule Sankt Hildegard ist eine staatlich anerkannte Grund- und Oberschule für Kinder und Jugendliche mit spezifischem Förderbedarf im Berliner Ortsteil Marienfelde. Namensgeberin der Schule ist die heiliggesprochene Kirchenlehrerin Hildegard von Bingen. Die Schule gehört seit dem 1. Januar 2022 zur Pfarrei St. Maria – Berliner Süden im Erzbistum Berlin, die auch der Schulträger ist.

## Spezifika der Schule
Die Schule wurde speziell für Kinder und Jugendliche geschaffen, denen es aufgrund von Krankheiten wie zum Beispiel Asthma und Herzkrankheiten oder von Körperbehinderungen nicht möglich ist, eine „normale“ Grund- oder Hauptschule zu besuchen.
Die Schule unterrichtet nach den Berliner Rahmenplänen für Grund- und Hauptschulen, die für alle Schulen dieser Stufe in Berlin gelten. Der Religionsunterricht ist fester Bestandteil des Stundenplans.
Der Hauptvorteil der Schule liegt in den kleinen Klassengrößen mit in der Regel maximal 14 Schülern pro Klasse. Da zudem jede Klasse fast immer von zwei Lehrkräften betreut wird, ist den Pädagogen ein besonders intensives und individuelles Eingehen auf den einzelnen Schüler möglich.
Der Schule geht es neben der Vermittlung von Wissen um gesundheitsfördernde Maßnahmen wie zum Beispiel Krankengymnastik und Logopädie. Hinzu kommen Angebote im Bereich berufsvorbereitender Maßnahmen für die Hauptschüler, die meist durch den angestellten Sozialarbeiter umgesetzt werden. Zum Personal zählt ferner eine angestellte Schulpsychologin.

## Sonstiges
Im Foyer der Schule befindet sich eine Holzskulptur der Heiligen Hildegard von Bingen, die vom Bildhauer Wolfgang Kleinsteuber geschaffen wurde, der als Kunsterzieher in der Schule gewirkt hatte. Sie hält in den Händen ein aufgeschlagenes Buch mit der Aufschrift „Wisse die Wege“, die sich auf ihr Hauptwerk Scivias bezieht.